# Kāz̧em Kolā
Kāz̧em Kolā (persiska: كاظم كلا) är en ort i Iran.   Den ligger i provinsen Mazandaran, i den norra delen av landet, 110 km norr om huvudstaden Teheran. Kāz̧em Kolā ligger 14 meter över havet och antalet invånare är 495.
Terrängen runt Kāz̧em Kolā är varierad. Runt Kāz̧em Kolā är det ganska tätbefolkat, med 108 invånare per kvadratkilometer. Närmaste större samhälle är Motel Qū, 8,8 km öster om Kāz̧em Kolā. I omgivningarna runt Kāz̧em Kolā växer i huvudsak blandskog.